# 春原ロビンソン
春原 ロビンソン（はるはら ろびんそん、1986年3月12日 - ）は、日本の漫画家および漫画原作者。男性。既婚。

## 来歴・人物
以前はアニメ制作会社に制作進行として勤めていたが、過労によるストレスから心因性のしもやけが全身にできて血まみれになり、その後も薬でごまかしながら2年ほど仕事を続けるも「ボクはこの仕事ができるほど体が丈夫じゃない」と思い退社する。漫画家デビュー前からニコニコ動画で紙芝居風動画を投稿し評価を得ていた。
その後、ニコニコ動画のニコニコ漫画にて『戦勇。』を連載しデビュー。
小池一夫の弟子であると自身のツイッターで語っている。

## 作品リスト

### 連載
- エンゼルゲーム（作画：町田とし子、ニコニコ漫画 2011年6月10日 - 9月16日）
  - エンゼルゲーム〈SIRIUS EDITION〉（作画：町田とし子、ニコニコ漫画 2014年6月25日 - 9月17日）
  - エンゼルゲームⅡ リバース（月刊少年シリウス 2014年8月号 - 2015年6月号、講談社）
- 戦勇。（ニコニコ漫画 2010年8月27日 - 2011年5月27日→ジャンプSQ 2012年6月号 - 2013年6月号、集英社）
  - 戦勇。 メインクエスト第一章（ニコニコ漫画・水曜日のシリウス 2013年8月21日 - 2014年4月16日、講談社）
  - 戦勇。 メインクエスト第二章（ニコニコ漫画・水曜日のシリウス 2014年6月25日 - 2017年4月26日、講談社）
  - 戦勇。 第二章（ニコニコ漫画 2011年7月1日 - 2013年1月18日）
  - 戦勇。 第三章（ニコニコ漫画 2013年3月1日 - 2014年7月4日）
  - 戦勇。 第四章（ニコニコ漫画 2014年8月22日 - 2015年2月27日）
  - 戦勇＋（ニコニコ漫画 2015年4月10日 - 2019年2月22日）
  - 戦勇F5（ニコニコ漫画 2019年2月22日 - 連載中）
- ヒーローハーツ（裏サンデー 2012年4月18日 - 2013年8月19日、小学館）
- がくモン!〜オオカミ少女はくじけない〜（ジャンプSQ 2014年5月号 - 2016年2月号、集英社）
  - がくモン! 補習（ニコニコ漫画・ジャンプSQ.ニコニコ静画出張所 2014年5月2日 - 2015年12月25日、集英社）
- スギナミ討伐公務員〜異世界勤務の人々〜（作画：佐藤祐紀、キャラクターデザイン協力：さいとうなおき、少年ジャンプ+ 2018年2月2日 - 2019年2月27日、集英社）
- 佐伯さんは眠ってる（作画：小菊路よう、Palcy 2018年3月16日[5] - 2020年2月1日、講談社・pixiv）
- 姫様“拷問”の時間です（漫画：ひらけい、少年ジャンプ+ 2019年4月2日 - 2025年8月19日[6]、集英社）
- おしりダンディ ザ・ヤング（原案・監修：トロル、作画：きくちあきひろ、最強ジャンプ 2020年5月号 - 連載中、集英社）
- 魔神レイノと千年の封印（ニコニコ漫画 2021年7月21日 - 10月13日[7] ）

### 読み切り
- 非正規雇用死神パマパマ ～青垣大和が殺せない～（週刊少年ジャンプ 2017年1号、集英社）
- 八人忍者の最終試験（週刊少年ジャンプ 2020年32号、集英社）

### 書き下ろし
- アニメ95.2（2010年6月1日 - ハーヴェスト出版）

## 外部サイト
- 春原ロビンソンいんふぉめーしょん